# Locomotiva DE.122
Le locomotive DE.122 sono delle locomotive diesel-elettriche di progettazione e costruzione italiana, prodotte dagli stabilimenti ITIN-Italimprese Industrie di Catania, che sono state acquisite ed incorporate nel proprio parco sociale da alcune ferrovie ex-concesse come le Ferrovie del Sud Est e le ACT di Reggio nell'Emilia.

## Storia
La locomotiva fu progettata in Sicilia a metà degli anni ottanta, nell'ambito dei progetti di ammodernamento intrapresi da alcune imprese private ferroviarie, per l'uso intensivo nelle proprie reti. Fra il 1987 ed il 1989 ne vennero costruite e fornite due serie di 3 e di 2 unità ciascuna con lievi differenze di allestimento e di motorizzazione.
Le locomotive vennero progettate come multiruolo, da treno viaggiatori pesante e da treno merci con la velocità massima di 100 km/h più che sufficienti per le caratteristiche stesse delle reti committenti.
I colori originali - grigio perla e blu orientale per la cassa con fascia frontale rossa - ricalcarono quelli della Locomotiva FS E.656, il caimano. Le locomotive vennero immatricolate come DE.122.401-403 presso le Ferrovie del Sud Est (FSE) e come DE.122.009-010 presso l'ACT di Reggio Emilia.
Le prove in linea effettuate a novembre del 1988 presso le Ferrovie del Sud Est confermarono la validità del progetto dato che la DE.122.401 trainò senza problemi e in più occasioni un treno di 35 carri frigo e un convoglio composto di ben 9 locomotive BB122 e un'automotrice come carico trainato. A fine gennaio 1989 vennero consegnate anche la DE.122.402 e 403 che iniziarono il loro servizio sulla linea Bari-Martina Franca. Le due DE.122.009 e 010 vennero consegnate e messe in servizio sulla rete ACT nel corso del successivo anno 1990.
A seguito delle gravi difficoltà economiche che portarono al fallimento della ITIN-Italimprese Industrie S.p.A. di Catania alla fine degli anni novanta la produzione venne prima sospesa poi cessò del tutto nonostante un ordine ancora non evaso di due locomotive per le FSE
La produzione della valida locomotiva venne ripresa dalla nuova piccola azienda DPA di Misterbianco costituitasi con una parte delle maestranze della vecchia IMPA/ITIN che riprese ed aggiornò il progetto fornendolo di una nuova motorizzazione e di una serie di adeguamenti tecnici riguardanti la gestione e la diagnostica della locomotiva che il 21 marzo del 2006 vide il nuovo taglio del nastro di partenza per la prima unità prodotta, la DE.122.410. La fornitura delle nuove DE.122 alle Ferrovie del Sud-est, che ne avevano commissionate 5 unità, si è conclusa con la consegna, nel mese di febbraio 2009, dell'ultima unità della serie la DE.122.414.
Con l'acquisizione del ramo ferroviario dell'ACT di Reggio Emilia da parte di Ferrovie Emilia Romagna avvenuto il 1º gennaio 2009, le DE.122 009 e 010 sono entrate a far parte del parco rotabili di tale azienda. Furono usate come locomotori di trazione in un treno navetta (Il Mirò) con una semipilota Gallinari Ex-SBB fino a giugno 2012. Successivamente furono usate come locomotori di merci leggeri ed in seguito sono entrate nel parco rotabili della società Dinazzano Po spa di cui TPER è azionista, la quale le ha accantonate nel 2014-2015 e le ha messe in vendita nel 2021.
Nel 2019 Ferrovie del Sud Est ha demolito due locomotive  di produzione IMPA.

## Caratteristiche
Le locomotive DE.122 sono locomotive diesel-elettriche bimotori di costruzione italiana dall'allestimento robusto e dall'estetica accattivante che ricorda vagamente quella del locomotore elettrico E.656. Sono dotate di due cabine di guida alle estremità tra le quali è presente il comparto macchine. La cassa poggia su due carrelli ambedue motorizzati a due sale montate ciascuno.
I due motori, Breda o Isotta Fraschini nella serie costruita da IMPA/ITIN sono a 12 cilindri a "V", sovralimentati, ed erogano una potenza continuativa di 1220 kW. Nella seconda serie rinnovata, costruita da DPA sono di costruzione Caterpillar con una potenza installata complessiva di 1325 kW. La velocità massima ammessa, pari a 100 km/h, non è elevata ma più che sufficiente per le esigenze delle imprese committenti.
La trasmissione è di tipo elettrico a controllo elettronico di potenza. Le locomotive sono atte a fornire il REC per il riscaldamento e il condizionamento delle carrozze rimorchiate. La serie fornita all'ACT di Reggio Emilia (motorizzata Isotta Fraschini) è stata dotata sin dall'origine di condotta a 78 poli per il telecomando da carrozza pilota. In un secondo tempo a cura della DPA sono state attrezzate per il telecomando anche le rimanenti unità.